# Hans von Freyburg
Hans von Freyburg (auch Freiburger, Freyburger, Friburger, Vriburger und von Freiburg; * um 1470; † 8. November 1542 in Überlingen) war Ritter, Patrizier und Bürgermeister in Überlingen.

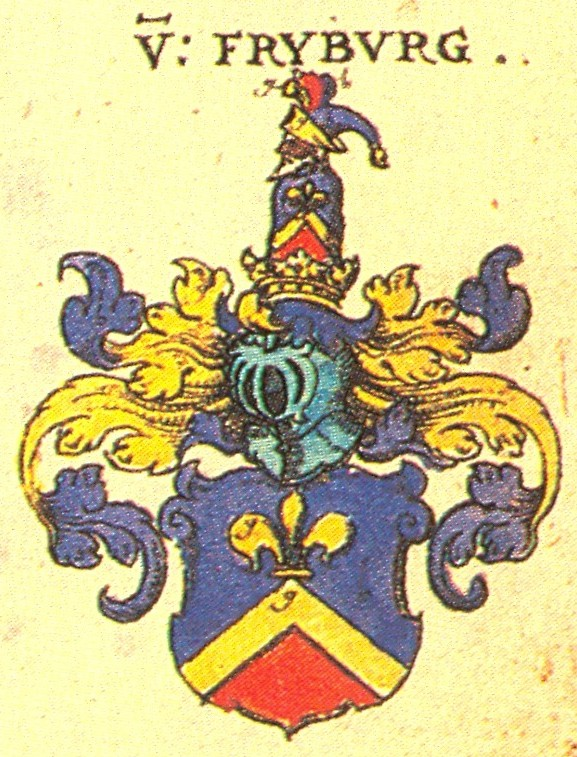
Wappen Familie von Freyburg, Siebmacher

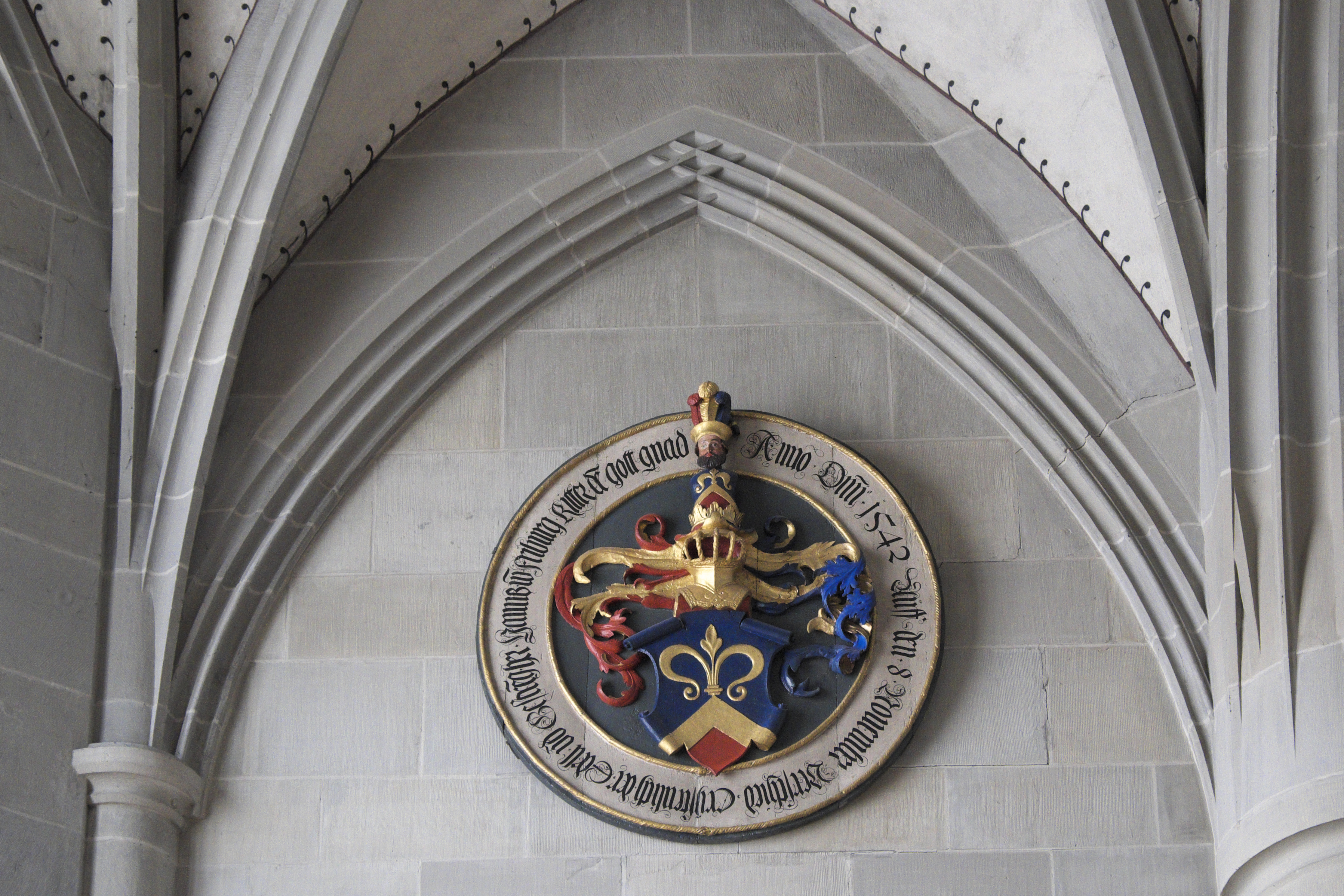
Totenschild Ritter Hans von Freyburg 1542 in Überlingen

## Leben
Hans von Freyburg stammte aus der Patrizierfamilie Freyburger, die seit Beginn des 14. Jahrhunderts in Rottweil ansässig und in den früheren Oberämtern Balingen, Tuttlingen und Oberndorf begütert war. Erstmals trat die Familie dort mit Eberhard Vriburger als königlichem Schultheiß der Reichsstadt Rottweil im Jahre 1300 in Erscheinung. Mitglieder der Familie stellten in Rottweil mehrmals den Schultheiß, den Bürgermeister und waren Urteilssprecher des kaiserlichen Hofgerichts.
Aufgewachsen war Freyburg in Villingen, wohin sich sein Vater und ein Onkel aus Rottweil hinwendeten. Bereits sein Vater amtierte in Villingen als Bürgermeister. Ab 1503 erschien Hans von Freyburg in den Steuerlisten von Überlingen. Mit Catharina († 12. April 1572), der Tochter des Überlinger Bürgermeisters Klemens Reichlin von Meldegg und Enkelin des Arztes Andreas Reichlin von Medegg, heiratete er in das Überlinger Patriziat ein.
Freyburg war 1511 Angehöriger des Stadtgerichts, ab 1512 im Rat der Stadt, 1518 Spitalpfleger und erschien zwischen 1519 und 1536 als Bürgermeister in Überlingen. Für 1527 wird er in den Überlinger Steuerlisten als reichster Bürger der Stadt genannt. Ab 1520 vertrat er Überlingen als Bundesrat beim Schwäbischen Bund. Er folgte damit im Amt des Bundesrates seinem Schwiegervater.
Während des Bauernkrieges spielte Freyburg eine vermittelnde Rolle, versuchte jedoch immer die Interessen seiner Stadt durchzusetzen. Anders als die meisten Reichsstädte blieb Überlingen unter Freyburgs Führung katholisch. Mit seiner auf den Kaiser abgestimmten Politik stand Überlingen unter den Reichsstädten weitgehend allein da.
Auf dem Reichstag zu Augsburg (1530) erhielt Hans von Freyburg von Kaiser Karl V. wegen seiner „bewiesenen Tapferkeit“ im Bauernkrieg den Ritterschlag, sowie die Änderung des Geschlechtsnamens Freyburger in von Freyburg. Die katholische Haltung Überlingens auf Seiten des Kaisers spielte hier auch eine Rolle.
Sein Sohn Lutz von Freyburg zu Grünenfurt († 1581) wurde Geheimer Rat, Stadtamtmann und Bürgermeister in Memmingen und begründete dort den evangelischen Zweig der Familie.